# Herb Prymasa Kardynała Józefa Glempa

Herb Józefa Glempa.

Herb Prymasa Kardynała Józefa Glempa - przedstawia na tarczy trójdzielnej w rosochę na opak, w polu  górnym srebrnym złote promieniste słońce  w otoczeniu 6 złotych gwiazd. W polu drugim złotym sylwetkę św. Wojciecha, a w polu trzecim czerwonym postać św. Jana Chrzciciela. Nad tarczą czerwony kapelusz kardynalski z 30 chwostami (po 15 po obu stronach). Za tarczą podwójny krzyż arcybiskupi.
Pod tarczą na wstędze zawołanie Caritati in Iustitia (pol. Miłosierni w sprawiedliwości).
Słońce gwiazdy i postać św. Wojciecha w herbie związane są z pasterzowaniem w diecezji warmińskiej (1979-1981).